# Klapy (vrch)
Klapy (653,7 m n. m.  ) je nejvyšší hora  geomorfologické části Púchovská vrchovina v jižní části pohoří Javorníky. 

## Polohopis
Nachází se přibližně 4 km severně od Považské Bystrice a 1 km východně od Udiče, v jejím katastrálním území.  Patří do části Púchovská vrchovina a podcelku Nízké Javorníky.  Část masivu je součástí přírodní rezervace Klapy.  Na východním úpatí leží stejnojmenné sedlo, oddělující vrch Hradiště (630 m n. m.).
Okolí dominující vrch se nachází přímo nad Nosickou přehradou a řekou Váh, do jejíhož povodí patří celá oblast. Severozápadní a západní svahy odvodňuje Marikovský Potok, severní odvádějí vodu přítokem do Papradnianky a jižním úpatím osadou Uhry teče malý potok přímo do přehradního jezera. 

## Přístup
Vrcholem Klapy vede  žlutá značka, vedoucí z Púchova přes obec Udiča do stejnojmenného sedla, kde se napojuje na  modře značenou trasu z Považské Bystrice na Malý Javorník (1019 m n. m.).